# Evangelisch-reformierte Kirche des Kantons Freiburg
Die Evangelisch-reformierte Kirche des Kantons Freiburg (frz.: Eglise évangélique réformée du canton de Fribourg) ist die reformierte Landeskirche im Schweizer Kanton Freiburg. Sie ist Mitglied der Evangelisch-reformierten Kirche Schweiz und in der Conférence des Eglises protestantes romandes (CER).

## Geschichte
Der Kanton Freiburg ist traditionell katholisch geprägt. Durch die gemeinsame Herrschaft von Freiburg und Bern über die Region Murten war es den heute zum Kanton Freiburg gehörenden Gemeinden Murten, Kerzers, Môtier, Meyriez und Ferenbalm möglich, sich 1530 für die Reformation zu entscheiden.
Aufgrund von reformierten Zuwanderern gründete sich im Jahr 1836 in der Stadt Freiburg die erste Diasporagemeinde im Kanton. Nach der Gründung des Bundesstaates 1848 nahm die Zuwanderung aus den umgebenden reformierten Kanton Bern und Waadt weiter zu. Die Verhältnisse, vor allem im Sensebezirk, waren für die Ankömmlinge schlecht. Die Väter weigerten sich, ihre Kinder in die katholischen Dorfschulen zu schicken. Auf Initiative von Berner Pfarrern wurden die ersten reformierten Schulen gegründet, wie zum Beispiel im Weissenstein, in Berg und im Kessibrunnholz.
Im Jahr 1854 verabschiedete der Grosse Rat des Kantons Freiburg erstmals ein Kirchengesetz, von dem auch die reformierte Kirche betroffen war. Heftige Auseinandersetzungen prägten die Überführung der bis dahin privat organisierten Gemeinde von Freiburg in die neue, staatlich vorgegebene Struktur. Insbesondere sorgten sich die Anhänger der alten Ordnung um ihre Unabhängigkeit und die finanzielle Unterstützung aus Bern, welche bis anhin den Aufbau der Kirchgemeinde und den Betrieb der Schulen ermöglichte. Der Staatsrat zeigte sich jedoch entschlossen, die neue Ordnung durchzusetzen, und beauftragte Karl-Friedrich Chatoney, den Oberamtmann des Seebezirks, am 11. Juli 1854 in Murten die erste Sitzung der Synode zu leiten. Im Jahr 1863 bewilligte der Grosse Rat die Gründung der ersten reformierten Kirchgemeinde im Sensebezirk, der Kirchgemeinde St. Antoni.
Erst im Jahr 1998 hat der Kanton den Steuereinzug für die reformierte Kirche übernommen und sie so mit der katholischen Kirche gleichgestellt.
Die aus der Kirchgemeinde St. Antoni hervorgegangene Kirchgemeinde Sensebezirk – zu diesem Zeitpunkt die grösste im Kanton – wurde zum 1. Januar 1999 in fünf selbständige Kirchgemeinden aufteilt und 2001 erfolgte die Teilung der Kirchgemeinde Romont – Châtel-St-Denis.

## Kirchgemeinden und Kirchengebäude

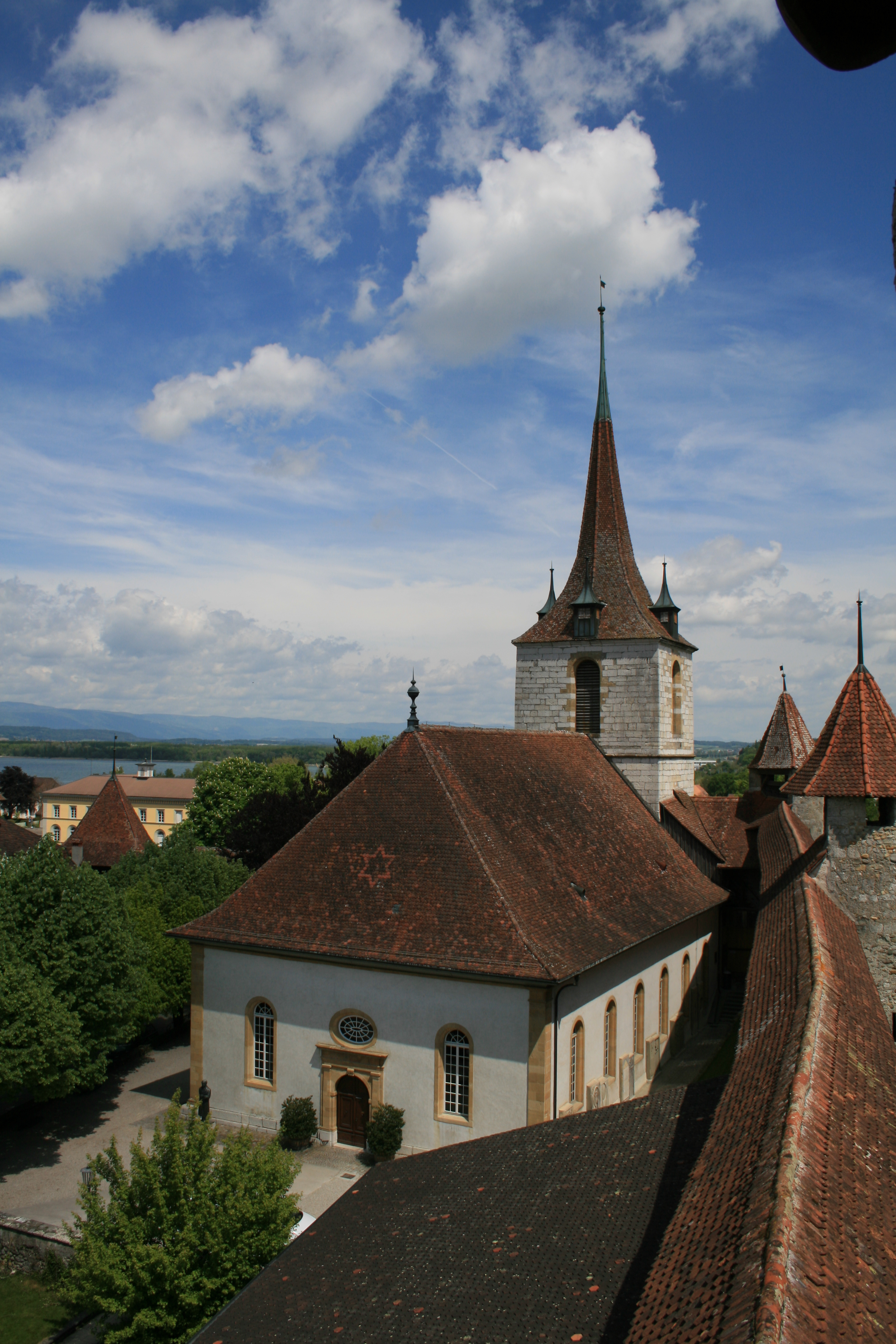
Deutsche Kirche in Murten

Die Freiburger Kirche umfasst 16 Kirchgemeinden mit 41'833 Mitgliedern (Stand 2017) und den folgenden Kirchengebäuden:

Im Seebezirk:
| Kirchgemeinde   | Kirche                                                             |
| --------------- | ------------------------------------------------------------------ |
| Murten          | Deutsche Kirche Französische Kirche Schlosskirche Münchenwiler (a) |
| Meyriez/Merlach | Reformierte Kirche Merlach                                         |
| Môtier – Vully  | Reformierte Kirche Môtier                                          |
| Kerzers         | Reformierte Kirche Kerzers                                         |
| Ferenbalm       | Kirche Ferenbalm (b)                                               |
| Cordast         | Reformierte Kirche Cordast                                         |

Im Sensebezirk:
| Kirchgemeinde                 | Kirche                        |
| ----------------------------- | ----------------------------- |
| Bösingen                      | Arche Bösingen                |
| Wünnewil-Flamatt – Ueberstorf | Davidkirche Flamatt           |
| Düdingen                      | Reformierte Kirche Düdingen   |
| St. Antoni FR                 | Reformierte Kirche St. Antoni |
| Weissenstein/Rechthalten      | Kirche Weissenstein           |

Die übrigen 5 Kirchgemeinden entsprechen den jeweiligen Bezirksgrenzen:
- Freiburg für den Saanebezirk
- Estavayer-le-Lac für den Broyebezirk
- Châtel-Saint-Denis für den Vivisbachbezirk
- La Glâne – Romont
- Bulle – La Gruyère

## Leitung
Der Sitz der durchgehend zweisprachig organisierten Kantonalkirche ist aus historischen Gründen in Murten. Die legislative Gewalt hat die Synode und die exekutive der Synodalrat. Bis 1991 wurden beide Gremien durch den Synodalratspräsidenten geleitet. Dies änderte erst durch eine Motion der Kirchgemeinde Bulle-Greyerz, welche ein eigenes Präsidium der Synode forderte und 1990 akzeptiert wurde. So wurde Nicole Zimmermann am 27. Mai 1991 zur ersten Synodepräsidentin gewählt.

### Bisherige Synodalratspräsidenten
0000–1980: Jean-Pierre Rapin
1980–1990: Hedwig Schneider
1990–1992: Jacques Vaucher
1992–1998: Michel Lederrey
1998–2012: Daniel de Roche
2012–0000: Pierre-Philippe Blaser